# RoHS-direktivet
RoHS, egentligen direktiv 2002/95/EG, är ett EU-direktiv som förbjuder eller begränsar användningen av vissa tungmetaller och flamskyddsmedel i elektriska och elektroniska produkter på marknaden. RoHS började gälla inom Europeiska unionen den 1 juli 2006. Det ersattes den 2 januari 2013 av direktiv 2011/65/EU, även kallat RoHS 2.
RoHS är en förkortning av engelska restriction of hazardous substances, som i sin tur är en kortform av direktivets rubrik restriction of the use of certain hazardous substances in electrical and electronic equipment. På svenska har direktivet namnet begränsning av användningen av vissa farliga ämnen i elektriska och elektroniska produkter. Det föreslogs den 27 januari 2003 och trädde i kraft den 13 februari samma år. Direktivet införlivades i medlemsstaternas lagstiftning den 13 augusti 2004 och började att gälla den 1 juli 2006.
RoHS har uppdaterats fler gånger, bland annat med beslut 2005/618/EC, som innehåller exakta gränsvärden för de farliga ämnena. Den 2 januari 2013 ersattes RoHS med direktiv 2011/65/EU.

## Omfattning
RoHS begränsar användningen av följande sex ämnen:
- Kvicksilver (Hg)
- Kadmium (Cd)
- Bly (Pb)
- Sexvärt krom (Cr6+)
- Polybromerade bifenyler (PBB)
- Polybromerade difenyletrar (PBDE)

Den maximala koncentrationen av respektive ämne är 1 ‰ av vikten, utom för kadmium som är begränsat till 0,1 ‰. Koncentrationen beräknas på varje enskild komponent i produkten för sig. I till exempel en elkabel får vare sig skyddsplasten, isoleringen eller ledaren överskrida gränsvärdena.

## Införlivande
RoHS började gälla den 1 juli 2006. RoHS 2 började gälla den 2 januari 2013.
RoHS 2 är införlivat i svensk lagstiftning med förordning (2012:861) om farliga ämnen i elektrisk och elektronisk utrustning, samt Kemikalieinspektionens föreskrifter (KIFS 2008:2) om kemiska produkter och biotekniska organismer. Från 2013 används CE-märket för att visa att en produkt uppfyller RoHS. De krav som CE-märkningen ställer på företag gäller nu även RoHS.

## Följder
Ett av de större områden som har påverkats av RoHS är lödning av elektronik. Lödtenn innehöll tidigare bly för att få en lägre smältpunkt. Traditionellt lödtenn består av cirka 60 % tenn och 40 % bly, med en smälttemperatur på 183–188 °C. I lödtenn som uppfyller RoHS-direktiven har andelen tenn ökat till cirka 96,5 %. Övriga ämnen är silver, 3 %, och koppar, 0,5 %. Avsaknaden av bly har medfört att smälttemperaturen har ökat till 217 °C, vilket har orsakat vissa problem för elektroniktillverkare.